# Seseli teres
Seseli teres är en flockblommig växtart som beskrevs av Conrad Moench. Seseli teres ingår i släktet säfferötter, och familjen flockblommiga växter. Inga underarter finns listade i Catalogue of Life.